# Sahjhan
Sahjhan, comúnmente conocido como el que engaña al tiempo, era un demonio de la especie Granok. Y uno de los principales antagonistas de la tercera temporada de Ángel. Fue interpretado por Jack Conley.

## Biografía
Sahjhan afirma haber inventado el horario de verano, aunque tiene una tendencia a la ironía y mordacidad. Sahjhan es uno de una raza de demonios conocidos como los Granok, que prosperan en el caos y la violencia. Los Granok son pálidos y desfigurados, con el rostro cubierto de cicatrices y marcas. Sahjhan y el resto de su especie se hicieron inmateriales por Wolfram y Hart. Mesekhtet (la niña del Salón Blanco) afirma que esto fue porque le gustaban los problemas, pero odiaba el caos que los Granok traían. Una vez que se volvió un ser inmaterial, sin embargo, se convirtió en Sahjhan capaz de teletransportarse a través del tiempo y las dimensiones, lo que le valió el apodo de el que engaña al tiempo. Sahjhan es responsable de traer el cazador de vampiros Daniel Holtz hasta el presente. Sahjhan dice tener un rencor en contra de Ángel, sin embargo, su plan es, de hecho, el uso Holtz para matar al hijo de Ángel, Connor, debido a la profecía de los Rollos de Nyazian que predicen que Connor (El hijo del vampiro con alma) va matarlo. Con el fin de confundir a Ángel y sus amigos, Sahjhan de hecho alteró el texo de la profecía retirando su muerte, con el texto que dice: "El padre matará al hijo", lo que lleva a Wesley a la conclusión de que Ángel va a matar Connor.
Sin embargo, Sahjhan se impacienta con Holtz, quien, en lugar de matar a Connor, establece y ejecuta un elaborado plan para secuestrar al hijo de Angel. Sahjhan busca la ayuda de Wolfram & Hart y Lilah Morgan, estableciendo así una cadena de acontecimientos que culmina con Holtz desapareciendo en una dimensión infernal conocido como Quor'toth, teniendo a Connor con él. Sólo unos días más tarde, Ángel, enfurecido por la pérdida de su hijo, usa un hechizo para recorporealizar a Sahjhan, con la idea de matarlo para vengarse por el secuestro de Connor. Sin embargo, Sahjhan resulta ser demasiado poderoso para Ángel, en la lucha, Sahjhan casi mata a Angel delante de Justine que le encierra en una urna Resikhian en venganza por la desaparición de Holtz.
Dos años más tarde, Sahjhan es liberado bajo la atenta mirada de su enemigo Cyvus Vail, a quien Sahjhan había intentado matar en varias ocasiones. Minutos después, es decapitado por Connor, y por lo tanto la profecía de los Rollos del Nyazian finalmente se cumplió después de todos sus esfuerzos para evitarlo,y lo curioso de esto es que las acciones Sahjhan llevaron a una serie de acontecimientos que provocaron su propia muerte, mediante el envío de Connor a Quor Toth, que lo convirtió en un luchador muy hábil.

## Poderes
Sahjhan era inmaterial en la mayoría de la serie, pero al mismo tiempo así, él todavía podía tocar y coger objetos sólidos, tales como ropa y llamar a las puertas. una vez que se convirtió en un ser físico una vez más mostró una gran resistencia y durabilidad y derrotó a Ángel fácilmente, un vampiro de más de 200 ños, con excelentes habilidades de combate. No fue capaz de derrotar a Connor a pesar de que este última carece de las habilidades de combate de Ángel, pero debido a la profecía, sólo Connor era capaz de matarlo a él, ¿cómo esto afecta el concepto de libre albedrío? es desconocido.
- Datos: Q6116856